# Nicolas Pallois
Nicolas Pallois (Elbeuf, 19 de septiembre de 1987) es un futbolista francés que juega de defensa en el Stade de Reims de la Ligue 2.

## Trayectoria
Pallois inició su carrera en el S. M. Caen en 2007, antes de fichar en 2008 por el U. S. Quevilly del Championnat National 2, donde jugó 53 partidos y marcó tres goles.
En mayo de 2010 fichó por el Valenciennes Football Club, donde debutó en el fútbol profesional. Durante su estancia en el Valenciennes estuvo cedido en el Stade Lavallois en la temporada 2011-12.
Entre 2012 y 2014 jugó en el Chamois Niortais Football Club, donde jugó 71 partidos y marcó cuatro goles, lo que le llevó a fichar en 2014 por el Girondins de Burdeos.
En el Girondins jugó tres temporadas, en las que jugó 82 partidos y marcó tres goles.
En 2017 fichó por el F. C. Nantes.

## Clubes
| Club                       | País    | Año       |
| -------------------------- | ------- | --------- |
| S. M. Caen                 | Francia | 2007-2008 |
| U. S. Quevilly             | Francia | 2008-2010 |
| Valenciennes F. C.         | Francia | 2010-2012 |
| Stade Lavallois (cedido)   | Francia | 2011-2012 |
| Chamois Niortais           | Francia | 2012-2014 |
| F. C. Girondins de Burdeos | Francia | 2014-2017 |
| F. C. Nantes               | Francia | 2017-2025 |
| Stade de Reims             | Francia | 2025-act. |

## Palmarés

### Títulos nacionales
| Título          | Club         | País    | Año  |
| --------------- | ------------ | ------- | ---- |
| Copa de Francia | F. C. Nantes | Francia | 2022 |